# Marie Mävers
Marie Mävers est une joueuse allemande de hockey sur gazon née le 13 février 1991 à Hambourg. Elle a remporté avec l'équipe d'Allemagne la médaille de bronze du tournoi féminin aux Jeux olympiques d'été de 2016 à Rio de Janeiro.